# Bileh Savar
Bileh Savar è una città nel nord-ovest dell'Iran; è il capoluogo dello shahrestān di Bileh Savar nella provincia di Ardabil. Nel linguaggio locale Bileh significa "terra fra due fiumi" e la città si trova appunto tra i fiumi Belha e Bigloo. Il suo vecchio nome era Pil-savar e precedentemente Aran. La città è sul confine con l'Azerbaigian.